# Papa Poncià
Poncià (Roma, ? - Sardenya, c. 236) va ser el divuitè bisbe de Roma. El seu pontificat va iniciar-se el 21 de juliol del 230 i va finalitzar el 28 de setembre del 235 en fer-se efectiva la seva abdicació, convertint-se en el primer bisbe de Roma en abdicar. Reiniciada la persecució cristiana, va ser traslladat a Sardenya amb Hipòlit de Roma, on ambdós van morir màrtirs.

## Biografia
Es coneixen poques dades d'aquest bisbe; tant les dades de naixement com de mort són desconegudes, si bé s'acostuma a aproximar la data de mort cap a l'any 236. Tanmateix, el Liber Pontificalis esmenta la ciutat de Roma com el seu lloc de naixement i anomena al seu pare com a Calpurni.
Successor d'Urbà I en el lloc de bisbe de Roma, les dades dels seu pontificat són més exactes: l'inicia el 21 de juliol del 230 i el finalitza el 28 setembre de 235, segons el Catàleg Liberià i Eusebi. Aquesta major aproximació de dades es deu a la crònica que s'inicia amb els papes del segle iii, que després seria utilitzada per l'autor en aquest catàleg recopilatori de papes del segle iv.
Els actes coneguts d'aquest bisbe durant el seu pontificat són les presidències de dos sínodes. El primer, entre els anys 231 i 232, a Alexandria, on es condemnà a Orígenes; segons Jeroni i Rufí, un nou sínode celebrat a Roma, presidit novament per Poncià, va coincidir en el mateix veredicte que el sínode alexandrí. Tanmateix, durant el seu mandat, el cisme iniciat prèviament per l'antipapa Hipòlit de Roma va continuar, bé que al final del pontificat ambdues parts es van reconciliar, retornant el lideratge al bisbe de Roma.
L'any 235, l'emperador romà Maximí el Traci, canviant radicalment la política de tolerància del seu predecessor, va iniciar una nova persecució en contra dels cristians, que va dirigir especialment envers els seus caps més visibles. Car Poncià era un dels caps visibles, per facilitar l'elecció d'un nou bisbe, Poncià va abdicar del seu càrrec el 28 de setembre de 235. Després, ell i l'ex-antipapa Hipòlit de Roma van ser arrestats i deportats a l'illa de Sardenya, en unes condicions deplorables van ser obligats a realitzar treballs forçats en unes mines; Poncià moriria, no se sap amb exactitud quan, suposadament, a causa del maltracte i de les dures condicions del treball miner.
Les seves restes o relíquies van ser traslladades de Sardenya a Roma per ordre del papa Fabià, que manà enterrar-les a les Catacumbes de Sant Calixt el 13 d'agost. L'epitafi de la seva tomba va ser descoberta el 1909 en la cripta de la basílica de Santa Cecília in Trastevere, en el qual es llegia:
| «              | (llatí) PONTIANOS, EPISK. MARTUR | (català) Poncià, bisbe, màrtir | » |
| — Kirsch, 1913 |                                  |                                |   |

La paraula màrtir va ser afegida posteriorment a la inscripció original.
Antigament la seva festa era el 19 de novembre. Actualment és el 13 d'agost, que comparteix amb Hipòlit de Roma.